# Constante de Gelfond
Pour les articles homonymes, voir Gelfond.
En mathématiques, la constante de Gelfond est le nombre réel transcendant eπ, c'est-à-dire e à la puissance π.
Sa transcendance fut démontrée en 1929 par Alexandre Gelfond. C'est un cas particulier de son théorème de 1934. En effet, les nombres –1 (différent de 0 et 1) et –i (non rationnel) sont algébriques, or
{\displaystyle {\rm {e}}^{\pi }=({\rm {e}}^{{\rm {i}}\pi })^{-{\rm {i}}}=(-1)^{-{\rm {i}}}}
(En considérant, la détermination principale de l'argument).
Cette constante fut mentionnée dans le septième problème de Hilbert. Une constante reliée est la constante de Gelfond-Schneider, 2√2.

## Valeur numérique
Sous forme décimale, la constante est égale à
{\displaystyle {\rm {e}}^{\pi }\ =23{,}140692632\ldots } (suite A039661 de l'OEIS)
Sa valeur numérique peut être trouvée avec l'itération
{\displaystyle k_{n}={\frac {1-{\sqrt {1-k_{n-1}^{2}}}}{1+{\sqrt {1-k_{n-1}^{2}}}}}}
où {\displaystyle k_{0}={\frac {1}{\sqrt {2}}}.}
Après N itérations, l'approximation est donnée par
{\displaystyle \left({\frac {k_{N}}{4}}\right)^{\frac {-1}{2^{N}}}.}

## Développement décimal remarquable
Le nombre
{\displaystyle {{\rm {e}}^{\pi }}-\pi =19{,}99909997\ldots } (suite A018938 de l'OEIS)
est un nombre presque entier.